# Dune: La casa Atreides
Dune: la casa Atreides es una novela de ciencia ficción original de Brian Herbert y Kevin J. Anderson, la primera en la trilogía Preludio a Dune, preludio ambientado antes de los acontecimientos narrados en la saga de Dune de Frank Herbert. Brian Herbert y Kevin J. Anderson afirman que sus novelas parten de notas dejadas por Frank Herbert antes de su muerte..

## Sinopsis
Ambientada 35 años antes de los acontecimientos de Dune, La Casa Atreides presenta en detalle el origen de los principales personajes de la saga, centrando su trama en la Casa Atreides, donde un joven Leto Atreides se prepara para heredar el poder tras la muerte de su padre el Duque Paulus. Sus amigos y protegidos Rhombur y Kailea Vernius son los herederos de la Casa Vernius, especializada en alta tecnología y con sede en Ix, fugitivos desde la ocupación de su planeta por la Bene Tleilax y tropas Sardaukar. 
En Arrakis gobierna un joven y apuesto Barón Vladimir Harkonnen, comenzando la explotación intensiva de melange con objeto de aumentar sus depósitos personales, chantajeado por las Bene Gesserit y obligado a concebir la hija Harkonnen que debe continuar el programa genético del Kwisatz Haderach, Jessica. La primera de las hijas nació enferma y no sobrevivió, y al verse obligado por segunda vez a satisfacer los deseos de las brujas, violó a la Reverenda Madre enviada, Gaius Helen Mohiam, y esta en venganza le contagió una enfermedad degenerativa.
Mientras, en el palacio imperial de Kaitain, el Emperador Paddishah Elrood Corrino IX envía un joven planetólogo de Salusa Secundus, Pardot Kynes, a Arrakis, con objeto de que investigue el origen de la especia, y porqué no se produce en otro lugar. Por su lado, el príncipe heredero Shaddam y su pérfido consejero Fenring se interesan por el "Proyecto Amal", un plan tleilaxu para obtener melange sintética al tiempo que consideran envenenar al emperador Elrood para acelerar su acceso al trono.

## Referencia bibliográfica
- Brian Herbert, Kevin J. Anderson Dune: La Casa Atreides. Best Seller Debolsillo: Barcelona, 2003. ISBN 978-84-9759-316-8
- Brian Herbert, Kevin J. Anderson Dune: La Casa Harkonnen. Best Seller Debolsillo: Barcelona, 2003. ISBN 978-84-9759-347-2
- Brian Herbert, Kevin J. Anderson Dune: La Casa Corrino. Best Seller Debolsillo: Barcelona, 2004. ISBN 978-84-9793-246-2